# Alejandro Córdoba Sosa

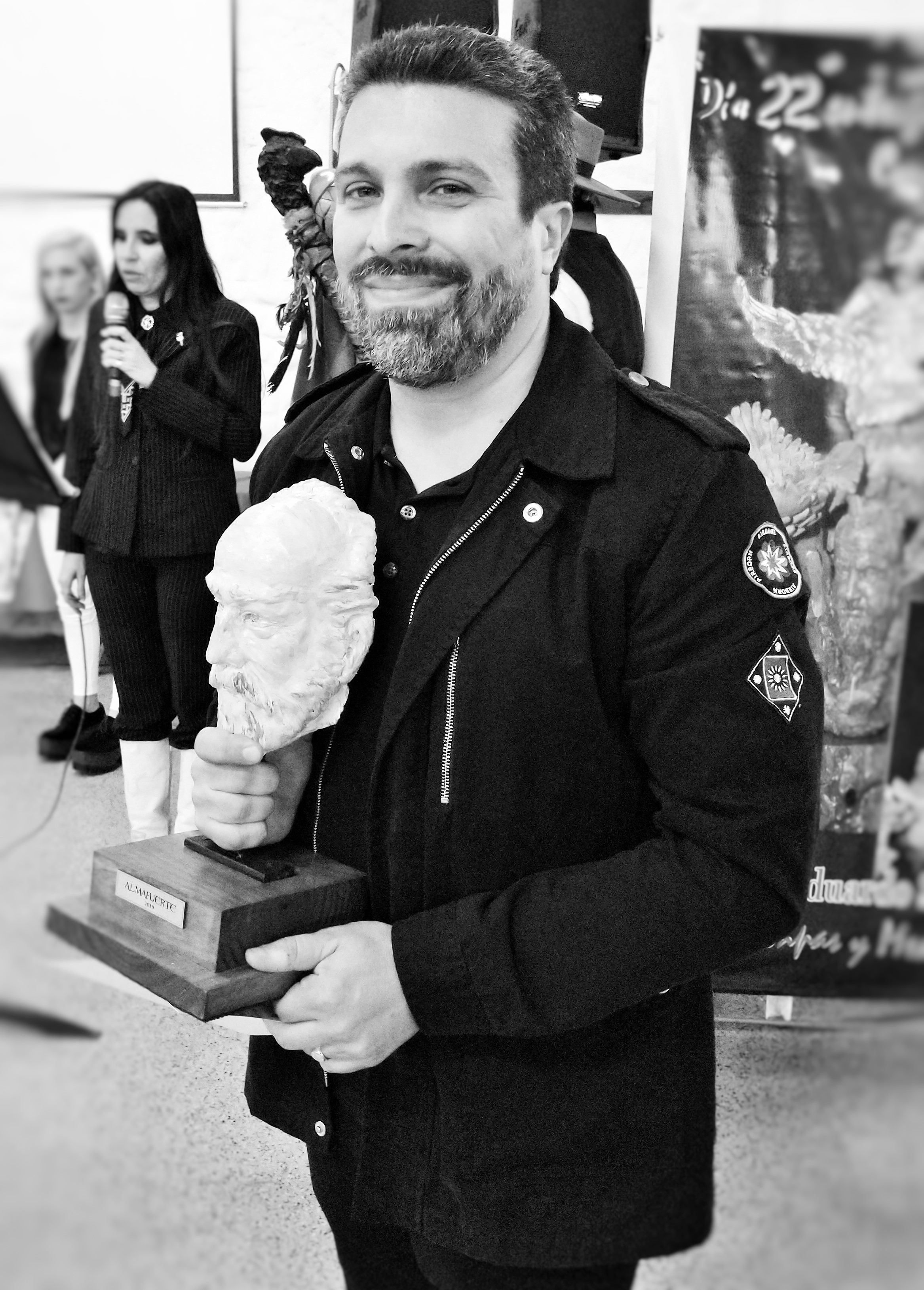
Alejandro Córdoba Sosa recebendo o Prêmio Almafuerte 2019

## Alejandro Córdoba Sosa
Alejandro Córdoba Sosa (1971, Berisso, Província de Buenos Aires) é um escritor argentino. Como narrador participou de várias antologias, entre as quais se destaca a publicada pela Sociedade Argentina de Escritores (SADE) no ano 2000, em que foi incluído como vencedor do Concurso Nacional de Contos SADE 2000 por seu conto Robar la nada (Roubar o nada).
No ano de 2007, sob o pseudônimo "Alejandro Zenteno Lobo", publicou o livro Doscientos y un cuentos en miniatura (Duzentas e um histórias em miniatura), livro de minicontos em que nenhum deles vai além do limite de setenta palavras. O livro foi ilustrado pela artista Meli Valdés Sozzani. Um dos contos neste livro é considerado o conto de terror mais curto em espanhol. Esta história tem apenas 28 letras em apenas sete palavras. A história diz, em sua totalidade:
Frente a él, el espejo estaba vacio.
(Em frente dele o espelho estava vazio.)
Em 2011, o seu trabalho foi incluído na antologia Poetas y Narradores Contemporáneos 2011 (Poetas e Narradores contemporâneos 2011), publicada pela Editorial de los Cuatro Vientos de Buenos Aires.
Em 2013, uma seleção pessoal de suas histórias é publicada sob o nome de El enigma de O.(O enigma de O.). O livro foi apresentado na 39ª Feira Internacional do Livro de Buenos Aires.
Em 2014, publica a sua segunda antologia pessoal, o livro de contos El destino de la especie (o destino das espécies), apresentado na 40ª Feira Internacional do Livro de Buenos Aires.

### Obras
- Antología SADE 2000 (Sociedad Argentina de Escritores, 2000)
- Doscientos y un cuentos en miniatura (De los Cuatro Vientos Ed.,2007)
- Poetas y Narradores Contemporáneos (De los Cuatro Vientos Ed.,2011)
- El enigma de O. (De los Cuatro Vientos Ed.,2013)
- El destino de la especie (Ed. Dunken, 2014)